# Rhodoferax lacus
Rhodoferax lacus es una especie de  bacteria gramnegativa perteneciente al género Rhodoferax. Descrita en el año 2019. Su etimología hace referencia a lago. Se ha aislado en el lago Soyang, Corea del Sur. Se describe como una bacteria móvil por un flagelo polar. Las colonias en agar R2A son circulares e incoloras. Temperatura de crecimiento entre 4-30 °C, óptima a 25 °C. Catalasa y oxidasa positivas. 